# Campionati mondiali di nuoto in vasca corta 2024 - 100 metri farfalla femminili
La gara dei 100 metri farfalla femminili dei campionati mondiali di nuoto in vasca corta 2024 si è svolta il 13 e il 14 dicembre 2024 presso la Duna Aréna di Budapest.

## Podio
| Pos.    | Atleta             | Nazione     |
| ------- | ------------------ | ----------- |
| Oro     | Gretchen Walsh     | Stati Uniti |
| Argento | Tessa Giele        | Paesi Bassi |
| Bronzo  | Alexandria Perkins | Australia   |

## Record
Prima della manifestazione il record del mondo (RM) e il record dei campionati (RC) erano i seguenti.
|  | 54"05 | Margaret MacNeil | 18 dicembre 2022 Melbourne |
|  | 54"05 | Margaret MacNeil | 18 dicembre 2022 Melbourne |

Durante la competizione è stato migliorato il seguente record:
|  | 53"24 | Gretchen Walsh |
|  | 52"87 | Gretchen Walsh |
|  | 52"71 | Gretchen Walsh |

## Programma
| Data             | Ora   | Turno      |
| ---------------- | ----- | ---------- |
| 13 dicembre 2024 | 10:01 | Batterie   |
| 13 dicembre 2024 | 18:20 | Semifinali |
| 14 dicembre 2024 | 17:32 | Finale     |

## Risultati

### Batterie
| Pos. | Batteria | Corsia | Atleta                   | Nazionalità     | Tempo        | Note |
| ---- | -------- | ------ | ------------------------ | --------------- | ------------ | ---- |
| 1    | 5        | 4      | Gretchen Walsh           | Stati Uniti     | 53"24        | Q    |
| 2    | 4        | 6      | Tessa Giele              | Paesi Bassi     | 55"71        | Q    |
| 3    | 4        | 4      | Louise Hansson           | Svezia          | 55"86        | Q    |
| 4    | 3        | 4      | Alexandria Perkins       | Australia       | 55"97        | Q    |
| 5    | 5        | 2      | Ellen Walshe             | Irlanda         | 56"17        | Q    |
| 6    | 4        | 5      | Laura Lahtinen           | Finlandia       | 56"20        | Q    |
| 7    | 4        | 3      | Arina Surkova            | NAB             | 56"28        | Q    |
| 8    | 5        | 3      | Mizuki Hirai             | Giappone        | 56"30        | Q    |
| 9    | 4        | 2      | Anastasiya Kuliashova    | NAB             | 56"42        | Q    |
| 10   | 5        | 5      | Lily Price               | Australia       | 56"50        | Q    |
| 11   | 5        | 6      | Chen Luying              | Cina            | 56"84        | Q    |
| 12   | 3        | 3      | Daria Klepikova          | NAB             | 56"88        | Q    |
| 13   | 3        | 7      | Hazel Ouwehand           | Nuova Zelanda   | 56"97        | Q    |
| 14   | 3        | 1      | Georgia Damasioti        | Grecia          | 57"14        | Q    |
| 15   | 4        | 1      | Helena Bach              | Danimarca       | 57"40        | Q    |
| 16   | 5        | 8      | Iris Julia Berger        | Austria         | 57"44        | Q    |
| 17   | 3        | 2      | Sara Junevik             | Svezia          | 57"49        |      |
| 18   | 3        | 6      | Elena Capretta           | Italia          | 57"56        |      |
| 19   | 4        | 7      | Panna Ugrai              | Ungheria        | 57"95        |      |
| 20   | 5        | 1      | Nicholle Toh             | Singapore       | 58"03        |      |
| 21   | 5        | 7      | Gong Zhenqi              | Cina            | 58"29        |      |
| 22   | 4        | 8      | Paulina Peda             | Polonia         | 58"54        |      |
| 23   | 3        | 8      | Yeung Hoi Ching          | Hong Kong       | 58"70        |      |
| 24   | 3        | 0      | Kristen Elena Romano     | Porto Rico      | 58"93        |      |
| 25   | 4        | 0      | María José Mata Cocco    | NAC             | 58"96        |      |
| 26   | 5        | 9      | Sofia Spodarenko         | Kazakistan      | 59"22        |      |
| 27   | 4        | 9      | Zora Ripkova             | Slovacchia      | 59"23        |      |
| 28   | 2        | 3      | Ana Nizharadze           | Georgia         | 1'00"31      |      |
| 29   | 3        | 9      | Alexia Sotomayor         | Perù            | 1'00"46      |      |
| 30   | 2        | 4      | Varsenik Manucharyan     | Armenia         | 1'00"52      |      |
| 31   | 2        | 5      | Jessica Calderbank       | Giamaica        | 1'00"62      |      |
| 32   | 2        | 7      | Karina Solera            | Costa Rica      | 1'00"66      |      |
| 33   | 2        | 2      | Oumy Diop                | Senegal         | 1'00"77      |      |
| 34   | 2        | 1      | María Schutzmeier        | Nicaragua       | 1'01"15      |      |
| 35   | 1        | 8      | Kim Sol Song             | Corea del Nord  | 1'01"58      |      |
| 36   | 2        | 8      | Paige Schendelaar-Kemp   | Samoa           | 1'01"84      |      |
| 37   | 2        | 6      | I.B.P. Thorpe            | Kenya           | 1'01"99      |      |
| 38   | 5        | 0      | Jaime Mote               | Sudafrica       | 1'02"27      |      |
| 39   | 2        | 0      | Ashley Calderon          | Honduras        | 1'02"51      |      |
| 40   | 1        | 4      | Anje Van As              | Zimbabwe        | 1'02"56      |      |
| 41   | 2        | 9      | Cheang Weng Chi          | Macao           | 1'03"48      |      |
| 42   | 1        | 5      | Davia Richardson         | Belize          | 1'03"72      |      |
| 43   | 1        | 0      | Liana Planz              | Samoa Americane | 1'05"68      |      |
| 44   | 1        | 9      | Kaltra Meca              | Albania         | 1'06"10      |      |
| 45   | 1        | 3      | Amaya Bollinger          | Guam            | 1'06"38      |      |
| 46   | 1        | 6      | Amazya Eliya Ann Macrooy | Suriname        | 1'11"77      |      |
| 47   | 1        | 1      | Rana Saadeldin           | Sudan           | 1'12"54      |      |
| 48   | 1        | 7      | Mayah Chouloute          | Haiti           | 1'16"31      |      |
| DSQ  | 3        | 5      | Regan Smith              | Stati Uniti     | Squalificata |      |
| DNS  | 1        | 2      | Meral Ayn Latheef        | Maldive         | Non partita  |      |

### Semifinali
| Pos. | Batteria | Corsia | Atleta                | Nazionalità   | Tempo | Note |
| ---- | -------- | ------ | --------------------- | ------------- | ----- | ---- |
| 1    | 2        | 4      | Gretchen Walsh        | Stati Uniti   | 52"87 | Q    |
| 2    | 2        | 5      | Louise Hansson        | Svezia        | 55"03 | Q    |
| 3    | 2        | 3      | Ellen Walshe          | Irlanda       | 55"50 | Q    |
| 4    | 1        | 5      | Alexandria Perkins    | Australia     | 55"57 | Q    |
| 5    | 1        | 6      | Mizuki Hirai          | Giappone      | 55"68 | Q    |
| 6    | 1        | 2      | Lily Price            | Australia     | 55"74 | Q    |
| 7    | 1        | 4      | Tessa Giele           | Paesi Bassi   | 55"50 | Q    |
| 8    | 1        | 7      | Daria Klepikova       | NAB           | 56"12 | Q    |
| 9    | 2        | 6      | Arina Surkova         | NAB           | 56"20 |      |
| 10   | 1        | 3      | Laura Lahtinen        | Finlandia     | 56"26 |      |
| 11   | 1        | 8      | Iris Julia Berger     | Austria       | 56"38 |      |
| 12   | 2        | 7      | Chen Luying           | Cina          | 56"48 |      |
| 13   | 2        | 2      | Anastasiya Kuliashova | NAA           | 56"57 |      |
| 14   | 2        | 1      | Hazel Ouwehand        | Nuova Zelanda | 56"60 |      |
| 15   | 1        | 1      | Georgia Damasioti     | Grecia        | 57"12 |      |
| 16   | 2        | 8      | Helena Bach           | Danimarca     | 57"27 |      |

### Finale
| Pos.    | Corsia | Atleta             | Nazionalità | Tempo | Note |
| ------- | ------ | ------------------ | ----------- | ----- | ---- |
| Oro     | 4      | Gretchen Walsh     | Stati Uniti | 52"71 |      |
| Argento | 1      | Tessa Giele        | Paesi Bassi | 54"66 |      |
| Bronzo  | 6      | Alexandria Perkins | Australia   | 55"10 |      |
| 4       | 5      | Louise Hansson     | Svezia      | 55"23 |      |
| 5       | 2      | Mizuki Hirai       | Giappone    | 55"61 |      |
| 6       | 3      | Ellen Walshe       | Irlanda     | 55"68 |      |
| 7       | 7      | Lily Price         | Australia   | 55"82 |      |
| 8       | 8      | Laura Lahtinen     | Finlandia   | 56"92 |      |